# Paolo Rozzio
Paolo Rozzio (Savigliano, 22 luglio 1992) è un calciatore italiano, difensore della Reggiana, di cui è il capitano.

## Statistiche

### Presenze e reti nei club
Statistiche aggiornate al 15 maggio 2025.
| Stagione        | Squadra         | Campionato      | Campionato | Campionato | Coppe nazionali | Coppe nazionali | Coppe nazionali | Coppe continentali | Coppe continentali | Coppe continentali | Altre coppe | Altre coppe | Altre coppe | Totale | Totale |
| Stagione        | Squadra         | Comp            | Pres       | Reti       | Comp            | Pres            | Reti            | Comp               | Pres               | Reti               | Comp        | Pres        | Reti        | Pres   | Reti   |
| --------------- | --------------- | --------------- | ---------- | ---------- | --------------- | --------------- | --------------- | ------------------ | ------------------ | ------------------ | ----------- | ----------- | ----------- | ------ | ------ |
| 2010-2011       | Canavese        | 2D              | 20         | 1          | CI-LP           | 2               | 0               | -                  | -                  | -                  | -           | -           | -           | 22     | 1      |
| 2012-2013       | Pisa            | 1D              | 12+2       | 0          | CI+CI-LP        | 2+5             | 0               | -                  | -                  | -                  | -           | -           | -           | 21     | 0      |
| 2013-2014       | Pisa            | 1D              | 20+3       | 2          | CI+CI-LP        | 2+1             | 0               | -                  | -                  | -                  | -           | -           | -           | 26     | 2      |
| 2014-2015       | Pisa            | LP              | 18         | 1          | CI+CI-LP        | 0+1             | 0               | -                  | -                  | -                  | -           | -           | -           | 19     | 1      |
| 2015-2016       | Pisa            | LP              | 23         | 1          | CI+CI-LP        | 2+2             | 0               | -                  | -                  | -                  | -           | -           | -           | 41     | 1      |
| Totale Pisa     | Totale Pisa     | Totale Pisa     | 73+5       | 4          |                 | 15              | 0               |                    | -                  | -                  |             | -           | -           | 93     | 4      |
| 2016-2017       | Reggiana        | LP              | 30+1       | 4          | CI+CI-LP        | 0+1             | 0               | -                  | -                  | -                  | -           | -           | -           | 32     | 4      |
| 2017-2018       | Reggiana        | C               | 7+5        | 0          | CI+CI-C         | 1+0             | 0               | -                  | -                  | -                  | -           | -           | -           | 13     | 0      |
| 2018-2019       | Reggiana        | D               | 13+2       | 0          | CI-D            | 3               | 0               | -                  | -                  | -                  | -           | -           | -           | 18     | 0      |
| 2019-2020       | Reggiana        | C               | 24+3       | 1          | CI-C            | 2               | 0               | -                  | -                  | -                  | -           | -           | -           | 29     | 1      |
| 2020-2021       | Reggiana        | B               | 23         | 1          | CI              | 0               | 0               | -                  | -                  | -                  | -           | -           | -           | 23     | 1      |
| 2021-2022       | Reggiana        | C               | 26+1       | 3          | CI-C            | 1               | 0               | -                  | -                  | -                  |             | -           | -           | 28     | 3      |
| 2022-2023       | Reggiana        | C               | 28         | 1          | CI+CI-C         | 1+0             | 0               | -                  | -                  | -                  | SC-C        | 1           | 0           | 30     | 1      |
| 2023-2024       | Reggiana        | B               | 24         | 1          | CI              | 1               | 0               | -                  | -                  | -                  | -           | -           | -           | 25     | 1      |
| 2024-2025       | Reggiana        | B               | 16         | 0          | CI              | 1               | 0               | -                  | -                  | -                  | -           | -           | -           | 17     | 0      |
| Totale Reggiana | Totale Reggiana | Totale Reggiana | 191+12     | 11         |                 | 11              | 0               |                    | -                  | -                  |             | 1           | 0           | 215    | 11     |
| Totale carriera | Totale carriera | Totale carriera | 284+17     | 16         |                 | 28              | 0               |                    | -                  | -                  |             | 1           | 0           | 330    | 16     |

## Palmarès

### Club

#### Competizioni nazionali
- Serie C: 1

Reggiana: 2022-2023 (girone B)

#### Competizioni giovanili
- Supercoppa Primavera: 1

Fiorentina: 2011